# V-31
La V-31, más conocida como Pista de Silla, es la autovía de acceso de la ciudad de Valencia por el sur. Atraviesa toda la comarca de la Huerta Sur, desde Valencia ciudad hasta Silla, donde conecta con la A-7. Pertenece a la Red de Carreteras del Estado, competencia del Ministerio de Fomento.

## Historia
El actual trazado de la V-31 anteriormente formaba parte de la  N-332  que une Valencia con Alicante, Cartagena y Almería, que en este tramo estaba desdoblada y formaba parte desde 1973 de la autopista del Mediterráneo (con el nombre de  A-7 ) al fracasar el proyecto que pretendía llevar dicha autopista por El Saler (dicho ramal terminaría formando la actual  V-15 ). Tras la apertura en 1991 del tramo sur del by-pass de Valencia, el tramo Silla-Valencia perdió el nombre de A-7 en favor de la nueva vía y retomó el de  N-332  pasando a ser la entrada a Valencia desde la nueva Autovía de Levante, que conectaba Madrid con Valencia y Alicante desde Albacete, para lo cual se creó un ramal de conexión desde la entrada a Silla hasta la traza de la  N-340 . Posteriormente, en 2003 y debido a la nueva normativa, el tramo que va de Silla a Valencia fue renombrado como V-31.
Esta autovía V-31 junto con la autovía V-21 y atravesando la ciudad de Valencia en dirección Barcelona (por las avenidas Ausiàs March, Peris y Valero, Eduardo Boscá, Cardenal Benlloch y Clariano) (itinerario por la fuente de la Pantera Rosa), fue el itinerario para tráfico pesado, de corto y largo recorrido de la autopista del Mediterráneo hasta que la inauguración a principios de los años 1990 de la circunvalación o by-pass evitó que todo el tráfico continuara atravesando la ciudad de Valencia. Aún hay algunos conductores que siguen utilizando este antiguo recorrido (V-31, V-21 y la ciudad de Valencia) debido a que sirve como un atajo para el tráfico procedente de Alicante y Albacete en dirección Barcelona, Castellón y Teruel para evitar la circunvalación y tener que hacer más kilómetros, pero el tiempo por este recorrido es mayor pues hay que atravesar la ciudad de Valencia y recorrer diferentes avenidas con semáforos.
Las inundaciones de la DANA de 2024 afectaron significativamente a la autovía. Durante la tarde del martes 29 de octubre, la fuerza del agua causó daños en la infraestructura y arrastró sin control los vehículos que circulaban por la vía, quedando el tráfico interrumpido y numerosos conductores atrapados en sus vehículos. La autovía V-31 sirvió de barrera al avance de la lengua de destrucción durante la DANA, dificultando la evacuación de las aguas hacia la Albufera. Así, la calzada sentido norte sufrió menos daños, mientras empeoró la inundación en la sentido sur. El medio metro de altura de la mediana convirtió la calzada en un pequeño embalse e inundó de forma más agresiva la zona comercial que se extiende durante kilómetros paralela a la carretera, en la que se encuentra el centro comercial MN4.
A consecuencia de ello, a 30 de octubre la calzada sentido sur de la autovía quedó completamente bloqueada por los vehículos abandonados y las tareas de rescate de víctimas, mientras que las condiciones de la sentido norte, sin encontrarse bloqueada del todo, eran muy precarias, por lo que la Dirección General de Tráfico solicitó a los conductores no circular por la vía.
A jueves 31 de octubre el Ministerio de Transportes pudo despejar lo suficiente la calzada sentido norte para permitir la circulación con un carril por sentido,y para el viernes 1 de noviembre el tráfico ya pudo ser restablecido en ambos sentidos.

## Recorrido
La V-31 sirve de autovía de acceso sur a Valencia y tiene una longitud de 16 km aproximadamente. Tiene un alto volumen de tráfico ya que también sirve de acceso a los polígonos industriales que hay en su trayecto y las grandes poblaciones de la Huerta Sur. Comienza su recorrido en el enlace con la A-7 que se dirige a Albacete y Alicante por el interior, y la AP-7/A-38 que se dirige a Alicante por la costa. A continuación, circunvala la población de Silla y continúa en dirección norte bordeando las poblaciones de Beniparrell, Albal, Catarroja, Masanasa, Alfafar y Sedaví. Continúa enlazando con la V-30 y finaliza su recorrido en la Avenida Ausias March, en la ciudad de Valencia.
Esta autovía V-31, junto con la autovía V-30, puede servir como circunvalación alternativa al tramo sur de la circunvalación de la A-7 (By-pass de Valencia) (tramo A-3 hasta Silla) evitando también que el tráfico procedente de Barcelona, Castellón y Teruel como el procedente de Alicante y Albacete tengan la necesidad de atravesar la ciudad de Valencia.
En sentido Alicante desde esta autovía hay dos itinerarios:
- El tiempo desde Silla, desde el enlace AP-7/A-7 hasta Alicante aproximadamente por AP-7 es 1:35 minutos y por A-7 es 1:40 minutos.

## Carriles
En su inicio, en el enlace con la autovía A-7 y con las autopista de peaje AP-7 y nacional N-332, cuenta con cuatro carriles, ya que al juntarse las dos, cada una cuenta con dos carriles. Después, ya pasa a tener 3 carriles en casi todo su recorrido. Ya en la parte final de su recorrido, cuenta con cuatro carriles, dos para la autovía V-30 (en dirección A-7) y dos para la V-30 (en dirección puerto de Valencia y para la Avenida de Ausiàs March de Valencia. Hay que resaltar que, en algunos tramos, cuenta con cinco carriles. Cuenta también con vías de servicio al lado de la autovía.